# 許振 (正德進士)
許振（1476年—？年），字伯舉，山东兖州护卫軍籍。

## 生平
治《書經》，行一，由國子生中式山東鄉試第三十一名舉人，年三十三歲中式正德三年（1508年）戊辰科會試第三百二十三名，第三甲第二百六名進士。

## 家族
曾祖許升，義官。祖父許珙，知州。父許世昌，仪宾。母齊河縣主朱氏。具庆下。弟許捷、許拯。